# Coelachne soerensenii
Coelachne soerensenii là một loài thực vật có hoa trong họ Hòa thảo. Loài này được Bor mô tả khoa học đầu tiên năm 1962.